# Bertha Ndebele
Bertha Mackenzie Ndebele ist eine Politikerin aus Malawi. Sie ist Abgeordnete für den Wahlkreis Balaka West Constituency im Süden von Malawi seit 2019.

## Politik
Ndebele wurde im Mai 2019 erstmals für den Wahlkreis Balaka West im Süden Malawis gewählt. Sie war Mitglied der  Democratic Progressive Party und eine von 19 Frauen die aus ihrer Partei gewählt worden sein. Es hatte eine “50:50”-Kampagne vor der Wahl gegeben um mehr Unterstützung für Frauen für das Parlament mit seinen 192 Mitgliedern. Bei der Wahl wurden insgesamt 45 Frauen gewählt.
2020 wurde Ndebele zur Vorsitzenden des Ständigen Ausschusses für menschliche und soziale Entwicklung und Sonderprogramme der Entwicklungsgemeinschaft des südlichen Afrika (SADC) gewählt.
Sie wurde Mitglied des malawischen Parlamentarischen Frauenausschusses (Malawi Parliamentary Women’s Caucus) und traf 2023 zusammen mit Roseby Gadama und Olipa Chimangeni Mitglieder des Europäischen Parlamentarischen Forums für sexuelle und reproduktive Rechte im Kamuzu Central Hospital in Lilongwe. Dort wurden Finanzierung und Prioritäten mit dem Krankenhausdirektor Johnathan Ngoma und der stellvertretenden Direktorin Mable Chinkhata besprochen.
2024 diskutierte das Parlament über die Entsendung Tausender Menschen zum Arbeiten nach Israel. Dieser Vorschlag war umstritten, da er eine Einmischung von Politikern in die Wirtschaft vorsah. Die Abgeordnete Joyce Chitsulo hatte eine Mission nach Israel geleitet, um die Bedingungen zu überprüfen, da dort bereits Hunderte Malawier arbeiteten. Chitsulo berichtete von Beschwerden, glaubte aber, dass diese auf hohe Erwartungen und mangelnde Kommunikation zurückzuführen seien. Ndebele wies auf die hohe Zahl arbeitsloser junger Menschen in ihrem Wahlkreis hin und unterstützte den Vorschlag.
Ende 2024 wurde ein Video gefunden, das Ndebele im Gespräch mit ihren Wählern zeigt. Darin gab sie unverblümt zu, dass sie Präsident Chakwera unterstützen müsse. Sie argumentierte, dass er mit Unterstützung Fortschritte erzielen könne – obwohl ihre Wähler ihn nicht gewählt hatten. Ihre kompromissbereite und kooperative Haltung wurde von einigen Kommentatoren positiv aufgenommen..